# Zvole (okres Žďár nad Sázavou)
Zvole (německy Swolla) je obec v okrese Žďár nad Sázavou v Kraji Vysočina. Žije zde 672 obyvatel.

## Název
Název vesnice je totožný se starým obecným zvóle (starší tvar zvóla), což byl právní termín pro právo užívat obecní majetek, zejména k lovu zvěře a ryb a k pastvě. Název vesnice tedy odráží, že byla obdařena tímto právem. Německé jméno vsi pochází z českého. Stejný význam mají i místní jména Wola a Volja v jihovýchodním Polsku, na Ukrajině a v Rusku.

## Historie
První písemná zmínka o obci pochází z roku 1349.

## Obyvatelstvo
| Rok            | 1869 | 1880 | 1890 | 1900 | 1910 | 1921 | 1930 | 1950 | 1961 | 1970 | 1980 | 1991 | 2001 | 2006 | 2014 |
| Počet obyvatel | 1075 | 1057 | 1077 | 1052 | 1067 | 1042 | 1002 | 754  | 759  | 690  | 678  | 641  | 631  | 633  | 643  |

## Služby
Nachází se zde základní škola. Pohostinství se věnuje Hospůdka na návsi. Pošta v obci byla založena 19. ledna 1897.

## Pamětihodnosti
- kostel svatého Václava postavený dle projektu J. B. Santiniho-Aichela

## Zajímavosti
- Nedaleko obce stojí westernové městečko Šiklův mlýn. V roce 1996 se zde natáčela část televizního filmu Požírač medvědů.

## Galerie

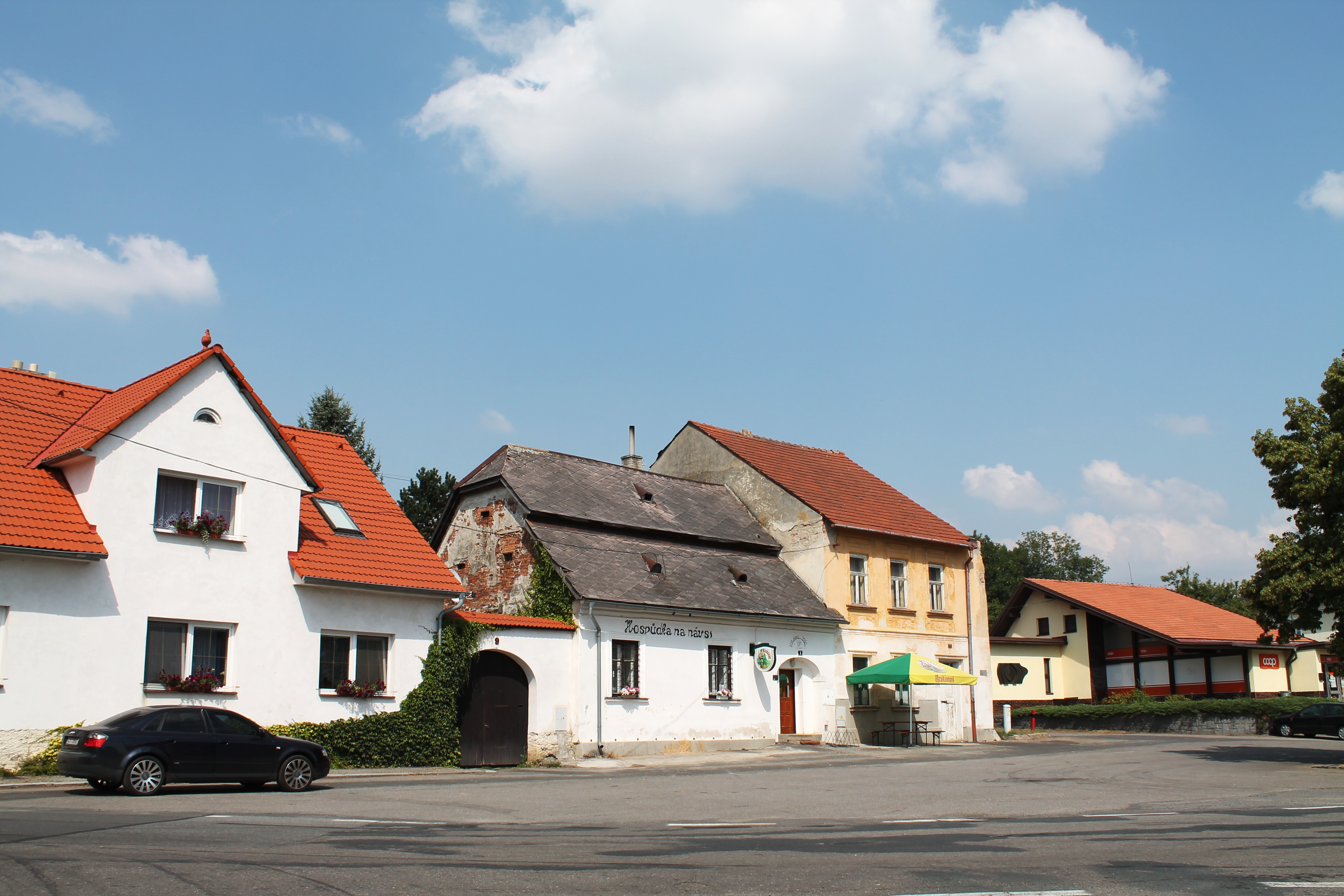
Náves
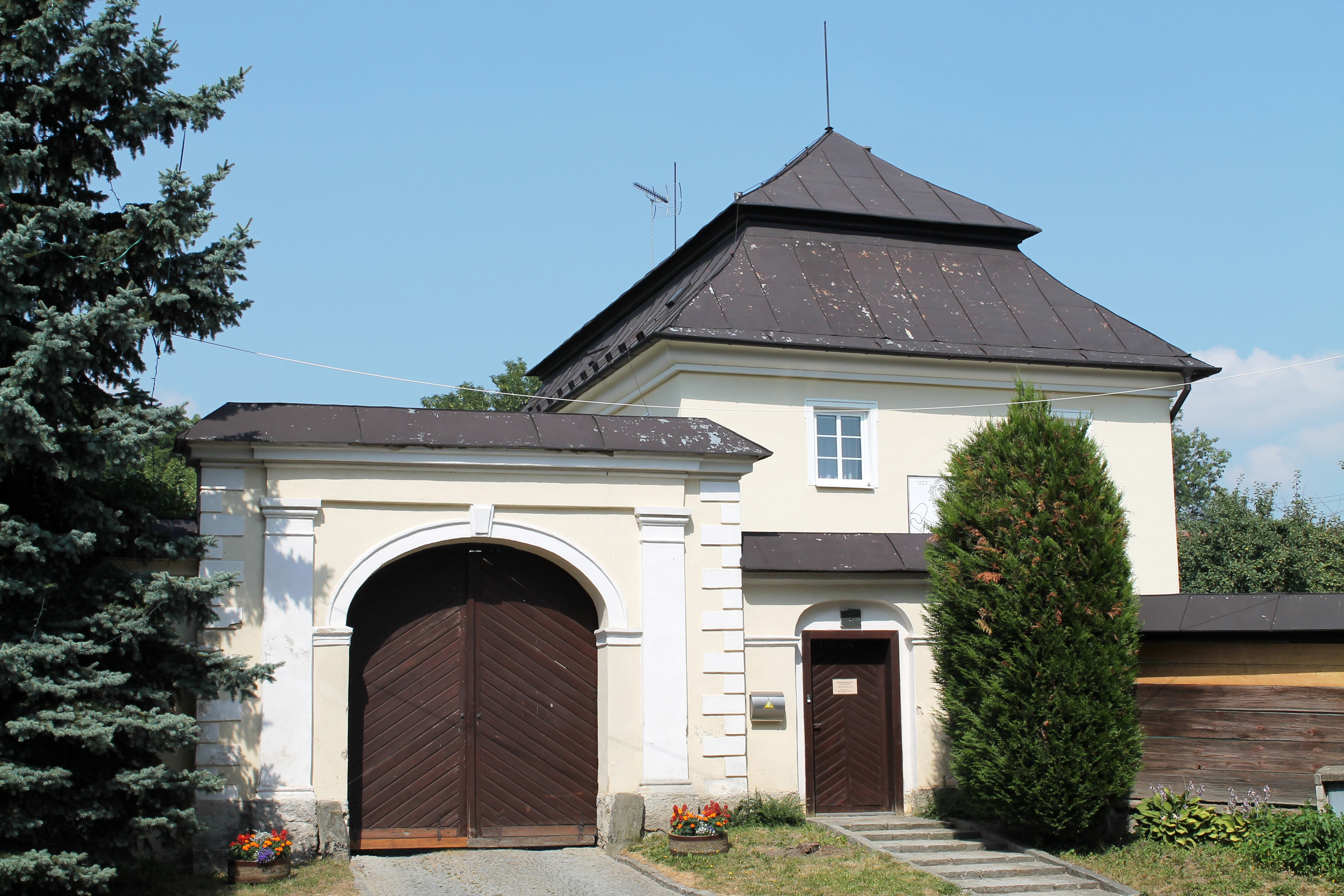
Fara
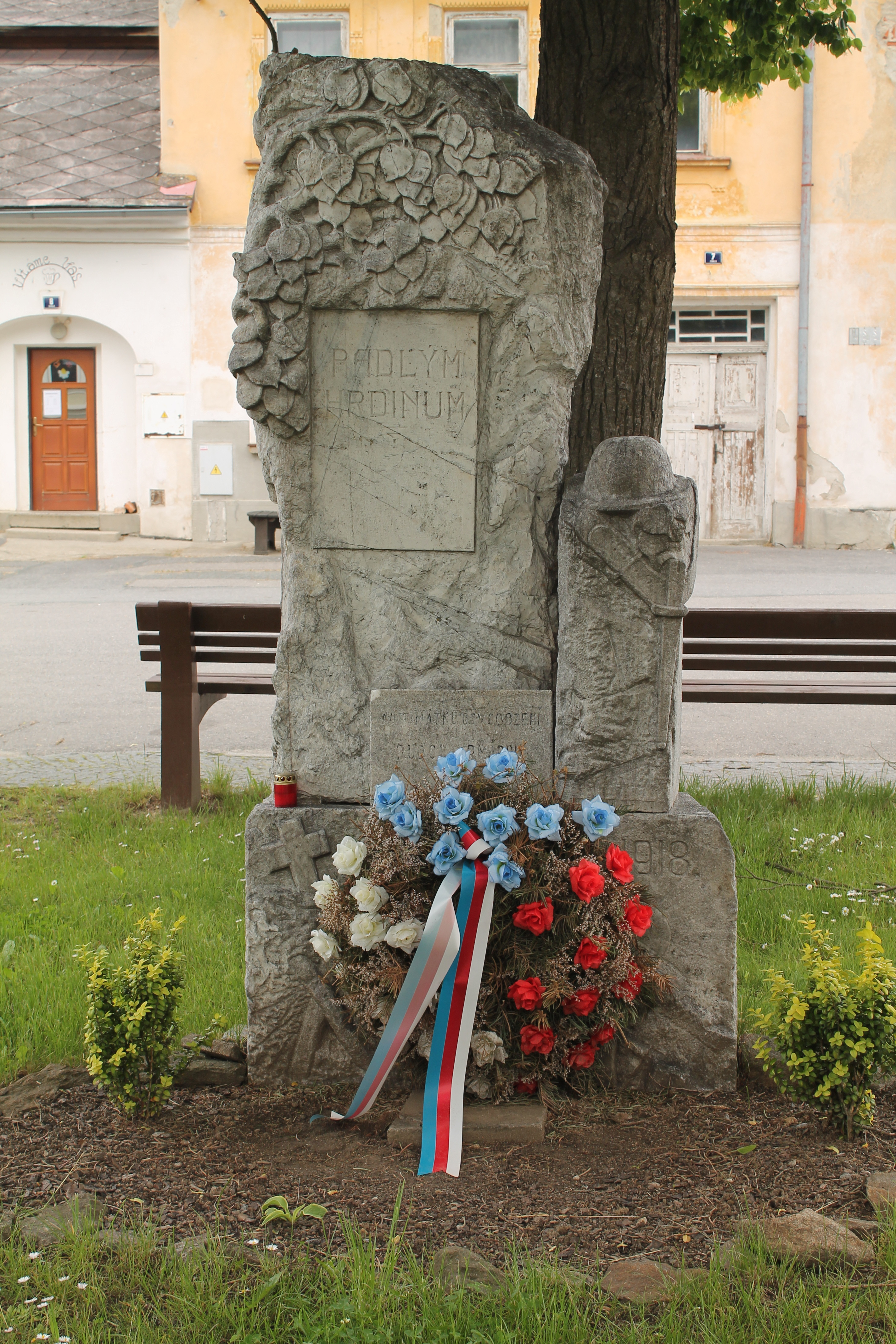
Pomník padlým
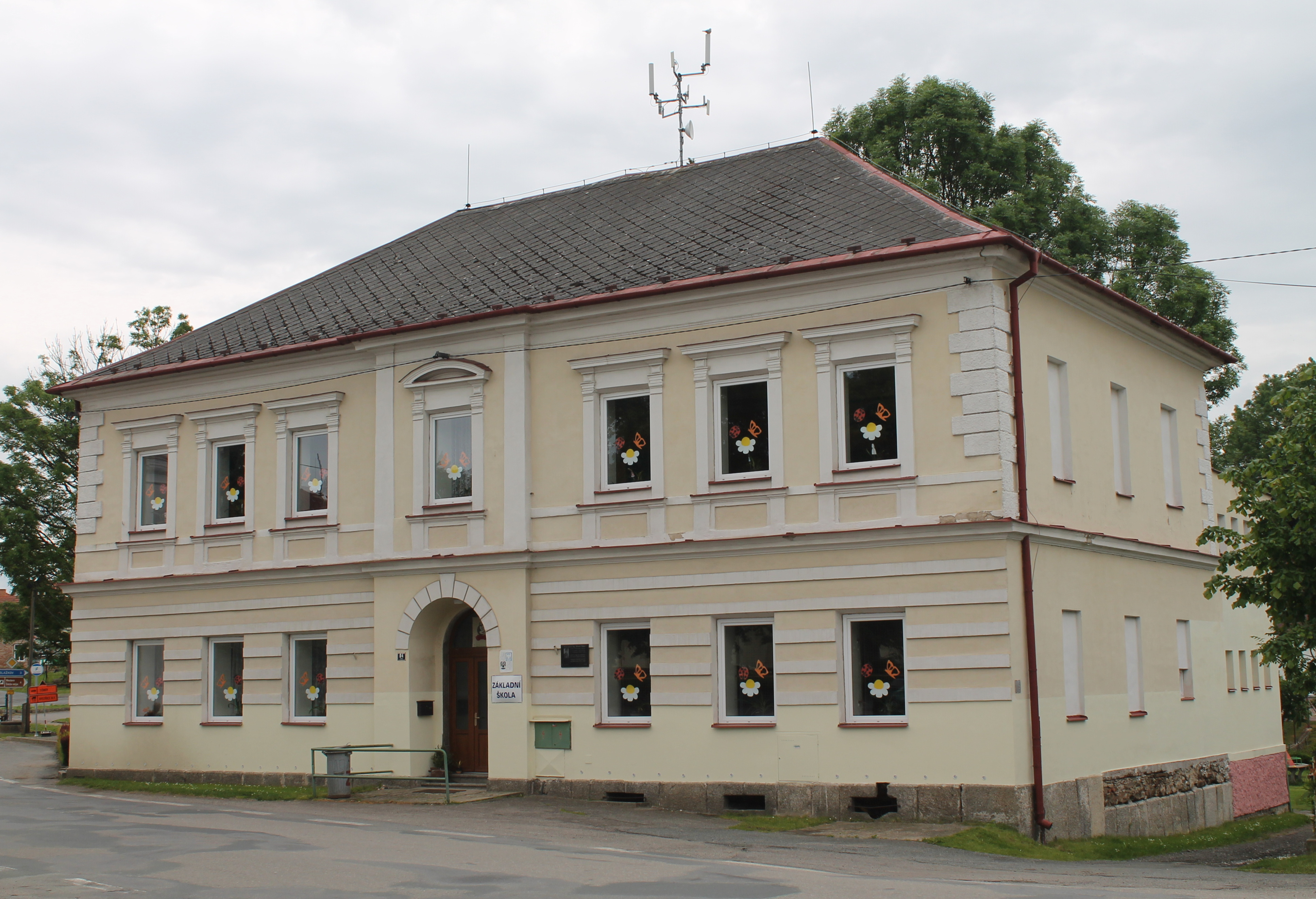
Základní škola

## Části obce
- Zvole
- Branišov
- Olešínky